# 织纹斑捻螺
织纹斑捻螺（学名：Punctacteon fabreanus）为捻螺科斑捻螺属的动物。分布于日本、菲律宾、新喀里多尼亚岛以及中国大陆的海南等地，属于暖水性种。其主要栖息于潮间带砂质底。